# 普爾弗里希峰
64°41′S 62°28′W / 64.683°S 62.467°W
普爾弗里希峰（英語：Pulfrich Peak），是南極洲的山峰，位於葛拉漢地的丹科海岸，處於阿爾茨托夫斯基半島，由新西蘭南極名稱諮詢委員會命名，現時由南極條約體系管理。